# لی کرافت
لی کرافت (انگلیسی: Lee Croft؛ زادهٔ ۲۱ ژوئن ۱۹۸۵) یک بازیکن فوتبال اهل بریتانیا است.